# Tatort: Kinder der Gewalt
Kinder der Gewalt ist ein Fernsehfilm aus der Kriminalreihe Tatort der ARD und des ORF. Der vom WDR produzierte Beitrag wurde am 2. Mai 1999 erstmals ausgestrahlt und ist die 411. Tatortfolge und der siebte Fall der Ermittler Ballauf und Schenk.

## Handlung
An einer Kölner Gesamtschule sind Gewalt und Kriminalität an der Tagesordnung. Ballauf muss dies miterleben, nachdem Jürgen, der Sohn seiner Hotelwirtin, blutend und ohne seine Turnschuhe nach Hause kommt – zwei Jungen seiner Klasse sind für den Raub verantwortlich. Während Jürgen in die Klinik gebracht wird, begehen zwei weitere Jungen seiner Klasse einen Einbruch, bei dem sie allerdings von der Polizei gestellt werden.
Jürgen ist so eingeschüchtert, dass er seine Peiniger nicht verrät. Ballauf versucht auf dem Polizeirevier, etwas aus ihm herauszubekommen, doch Jürgen sagt nur, dass die ihn töten würden, wenn er sie verraten würde. Tatsächlich ist Jürgen am nächsten Tag tot: Er wird auf der Toilette der Schule erschossen aufgefunden und es sieht so aus, als ob er sich selbst das Leben genommen hätte. Allein die Tatwaffe ist verschwunden. Ballauf trifft die Nachricht hart, die ihm sein Kollege Schenk überbringen muss, und er zweifelt nicht daran, dass der Junge umgebracht wurde. Die Obduktion ergibt zahlreiche Spuren von Misshandlungen, doch die Befragung der Klassenkameraden bringt wenig Hinweise, da keines der Kinder sich etwas zu sagen traut. So lässt sich Max Ballauf als neuer Sportlehrer in der Schule einstellen, um mehr herauszufinden.
Einer Lehrerin ist schon seit längerem ein Fahrzeug vor der Schule aufgefallen; die Halterabfrage führt zu einem Johannes Schmitz, der bei der Polizei wegen diverser Delikte bereits aktenkundig ist. Schon bald vermuten die Kommissare, dass Schmitz die Kinder für sich arbeiten und Einbrüche verüben lässt. Als sie diesem Verdacht nachgehen, finden sie heraus, dass zwei der Jungen davon überzeugt waren, dass Jürgen sie bei der Polizei verraten hatte, da sie ihn nach ihrer Festnahme auf der Wache sahen. Das erzählten sie ihrem „Boss“, Johannes Schmitz. Dieser wird daraufhin festgenommen.
Die Jungen Tobias Bender und Karl Reinders quälen inzwischen, nachdem Jürgen nicht mehr da ist, seinen Freund Danni, der sich an den Einbrüchen beteiligen muss. Bei einer Aussprache in der Klasse kommt zu Tage, wie sehr Tobias Jürgen immer wieder gequält und gedemütigt hat. Die Schülerin Nadine berichtet davon, dass Jürgen ihr öfter gesagt hatte, dass er es nicht mehr aushalte. So stellt sich am Ende heraus, dass der Junge sich tatsächlich selbst erschossen hat und die Waffe aus einem der Einbrüche stammte, bei denen er unter Zwang mitgemacht hatte.

## Hintergrund
Tessa Mittelstaedt spielt in dieser Episode die Urlaubsvertretung für Lissy Pütz und heißt Anja. Ein Jahr später wird sie mit der Rolle der Franziska Lüttgenjohann fester Bestandteil der nächsten 44 Köln-Tatorte an der Seite von Ballauf und Schenk.

### Drehorte
Gedreht wurde die Tatort-Folge überwiegend in der Kölner Innenstadt sowie in einigen innenstadtnahen Stadtteilen. So diente die in Köln-Ehrenfeld gelegene Geschwister-Scholl-Realschule als Drehort für die Gesamtschule im Film. Das Wohnhochhaus, welches als Kulisse für die Wohnung diente, in der Karl Reinders wohnt, liegt in der Straße Niehler Gürtel in Köln-Niehl. Die Eisenbahnbrücke, auf welcher sich Danni am Ende der Folge beinahe das Leben nimmt, ist die Südbrücke in Köln-Neustadt-Süd.

## Rezeption

### Einschaltquote
Die Erstausstrahlung von Kinder der Gewalt am 2. Mai 1999 wurde in Deutschland insgesamt von 7,88 Millionen Zuschauern gesehen und erreichte einen Marktanteil von 24,04 Prozent für Das Erste.

### Kritik
TV Spielfilm zeigte den Daumen nach oben und befand: „Ernüchternder Krimi zum Thema Schulterror“.

### Trivia
Freddy Schenks Dienstwagen: 1987er Chevrolet Caprice Wagon